# Pembroke (Nowy Jork)
Pembroke – miasto w Stanach Zjednoczonych, w stanie Nowy Jork, w hrabstwie Genesee.